# Paola (Kalabrien)
Paola ist eine italienische Gemeinde in der Provinz Cosenza in der Region Kalabrien mit 14.809 Einwohnern (Stand 31. Dezember 2023).

## Lage
Paola liegt 37 km westlich von Cosenza am Tyrrhenischen Meer und ist ein Zentrum für Handel und Landwirtschaft.
Die Nachbargemeinden sind Fuscaldo, Montalto Uffugo, San Fili und San Lucido.

## Geschichte
Im Juli 1555 wurde Paola von den Türken unter Turgut Reis erobert und verbrannt. Ein Erdbeben zerstörte die Stadt am 3. Dezember 1887 zu einem erheblichen Teil.

## Sehenswürdigkeiten
Im Ort steht die Wallfahrtskirche des Franz von Paola. Die Anlage stammt aus dem Barock, teilweise auch aus der Renaissance. Die Kirche hat eine reichhaltige Ausstattung und einen Kreuzgang aus dem 15./16. Jahrhundert. Die Bibliothek stammt aus dem 17. Jahrhundert.

## Wirtschaft
Durch die unmittelbare Lage an der Küste des Tyrrhenisches Meers mit Sandstrand hat sich insbesondere der Ortsteil Marina zu einem beliebten Badeort entwickelt. Weiterhin ist der Ort ein wichtiges Handels- und Landwirtschaftszentrum der Provinz Cosenza.

## Verkehr
Paola liegt an der Bahnstrecke Salerno–Reggio di Calabria. 1915 wurde die Zahnradbahn Paola–Cosenza eröffnet, die 1987 durch eine Neubaustrecke mit dem Santomarco-Basistunnel ersetzt wurde.

## Städtepartnerschaften
Mit folgenden Städten und Gemeinden bestehen Städtepartnerschaften:
- Fréjus (Frankreich), seit 1983
- Susa (Italien)
- San Giovanni in Fiore (Italien)
- Paola (Malta)
- Puerto Madryn (Argentinien)

## Persönlichkeiten
- Franz von Paola (* 27. März 1416 in Paola; † 2. April 1507 in Plessis-lès-Tours, Frankreich) gründete den Orden der Paulaner und ist ein Heiliger der römisch-katholischen Kirche. Er ist Schutzpatron Kalabriens.
- Vito Napoli (* 16. November 1931 in Squillace; † 8. November 2004 in Rom), Journalist und Politiker, war hier politisch aktiv.
- Giuseppe Fiorini Morosini OM (* 27. November 1945 in Paola) ist Erzbischof von Reggio Calabria-Bova.